# 遊星少年パピイ
『遊星少年パピイ』（ゆうせいしょうねんパピイ）は、1965年6月3日から1966年5月27日までフジテレビ系列局で放送されていたTCJ （現在：エイケン）制作のテレビアニメである。全52話。並行して、井上英沖による漫画作品が『少年』（光文社）で連載されていた。
第31話（1966年12月30日放送分）までの放送時間は毎週木曜19:00 - 19:30 （日本標準時）で、『鉄人28号』に続く江崎グリコ提供『グリコ劇場』枠の第2作として放送されていた。『鉄人28号』と同様に、オープニングと主題歌の最後にはスポンサーの「グリコ」を連呼するコーラス「グリココール」が入っていた。このコーラス部分も含めた主題歌の作詞・作曲は三木鶏郎が、歌唱はデューク・エイセスが担当した。スポンサーには江崎グリコのほか、系列会社のグリコ乳業も名を連ねていた。
第32話（1966年1月7日放送分）からは『忍者部隊月光』との放送枠交換により、毎週金曜19:00 - 19:30 に放送されていた。

## ストーリー
地球を除く太陽系の9個の惑星（冥王星およびパピイの故郷であるクリフトン星を含む）の人々は高度な文明を誇っていたが、野蛮で戦争や犯罪の絶えない地球を警戒していた。優れた頭脳と強い正義感を持つクリフトンの勇敢な少年パピイは、そんな地球の平和を守る事を依頼されるが弱音を吐いたり、使命が果たせなくなるのを恐れたため、自ら任務に必要な記憶以外を消してもらい大好きな母とも長の別れになるのを承知の上で地球に到達。地球人に姿を変え、到達地の近所の牧場に住む少女リコと仲良くなり、彼女の家に家族同然に暖かく迎え入れられる。
次々と起こる凶悪事件に対し、パピイは通信機兼用ペンダント・メタライザーを手にして「ピー、パピイ！」と叫ぶことで、クリフトン星にいた時と同じ遊星少年モードに変身。アラビヤ（あくまで架空の国）の魔法使い・アジャババ、力自慢だが心は優しい元プロレスラー・ストロングらの協力を得て、飛行能力や超パワー、そしてメタライザーからのビームで様々な悪人を退治する。
準レギュラーの悪役として、「科学忍者キリトビ」の他、後半ではネクロ星の帝王で恐るべき能力を持つ「ゴレム」らが登場し、パピイと戦った。

## 登場人物
パピイ
声：山本喜代子→藤田淑子
第16話からは担当声優が藤田になっているが、その後も変身時には山本の声が入ったバンクが使われ続けている。
リコ
声：増山江威子
パピイの母
声：増山江威子
ストロング
声：永山一夫
パピイの協力者その一。怪力だが気の優しい大男。プロレスラーだったが、皮肉にもあまりに強すぎて、試合が成り立たずクビ。リコの家の牧場で働くことになる。
アジャババ
声：加茂喜久
ストロングに次ぐパピイの協力者。ターバンを巻き白いヒゲを生やした、アラビアンナイト風の老人。魔法使いで、魔法の絨毯に皆を乗せ空を飛ぶ。
ゼノロイ
声：野本礼三
チャコロン
声：藤本譲
キリトビ
声：村越伊知郎
ゴレム
暗黒の星ネクロの帝王で、パピイにとって実質最強の敵。
黒のコートにシルクハットの大男で、眼光鋭く、見るからに「悪の大物」といった風貌。自身こそ宇宙最強というプライドから、パピイに戦いを挑む。

## スタッフ
- 原作：吉倉正一郎
- 脚本：加納一朗、双葉十三郎、大倉聡、山村正夫、足立明
- 演出：山本功、渡辺米彦、若林忠生、河内功
- 原画：井上英沖
- 音楽：嵐野英彦
- 制作：TCJ

## 主題歌
｢遊星少年パピイ｣
作詞・作曲：三木鶏郎、歌：デューク・エイセス

## 各話リスト
| 話数 | 放送日        | サブタイトル           |
| ---- | ------------- | ---------------------- |
| 1    | 1965年 6月3日 | 不思議なペンダント     |
| 2    | 6月10日       | 怪力ストロング         |
| 3    | 6月17日       | ウルトラ忍法キリトビ流 |
| 4    | 6月24日       | アラビヤの魔術師       |
| 5    | 7月1日        | 円盤くらげ             |
| 6    | 7月8日        | 恐竜人間現わる         |
| 7    | 7月15日       | キリトビの挑戦         |
| 8    | 7月22日       | 魔神の島               |
| 9    | 7月29日       | コロラドの大怪獣       |
| 10   | 8月5日        | 怪植物シャーベリア     |
| 11   | 8月12日       | 夢見る機械             |
| 12   | 8月19日       | 狙われた地球           |
| 13   | 8月26日       | ゴールド・ピッカー     |
| 14   | 9月2日        | 放射能蟻の襲撃         |
| 15   | 9月9日        | 宇宙大戦争             |
| 16   | 9月16日       | 想いでの星             |
| 17   | 9月23日       | 巨人の星の動物園       |
| 18   | 9月30日       | 盗まれた富士山         |
| 19   | 10月7日       | 海賊サタン             |
| 20   | 10月14日      | 恐怖の惑星             |
| 21   | 10月21日      | ロボットNo.9           |
| 22   | 10月28日      | バイバイ土星人         |
| 23   | 11月4日       | 地球総攻撃             |
| 24   | 11月11日      | 幽霊宇宙船             |
| 25   | 11月18日      | 無人島の決闘           |
| 26   | 11月25日      | 海底の秘宝             |
| 27   | 12月2日       | ロケットパイロット     |
| 28   | 12月9日       | 魔人ガイスト           |
| 29   | 12月16日      | パピイの贈物           |
| 30   | 12月23日      | 挑戦者ゴレム           |
| 31   | 12月30日      | 花粉爆弾               |
| 32   | 1966年 1月7日 | リコちゃんの指輪       |
| 33   | 1月14日       | 名探偵リコ             |
| 34   | 1月21日       | ネクロ星の女スパイ     |
| 35   | 1月28日       | 怪博士ノーマック       |
| 36   | 2月4日        | 可愛いスパイたち       |
| 37   | 2月11日       | 秘密捜査員アラン       |
| 38   | 2月18日       | 不思議な手袋           |
| 39   | 2月25日       | ロボット王子           |
| 40   | 3月4日        | リコちゃんの大冒険     |
| 41   | 3月11日       | 砂漠の鉄将軍           |
| 42   | 3月18日       | 地球最大の危機         |
| 43   | 3月25日       | 恐怖の雪人間           |
| 44   | 4月1日        | 水晶谷の復讐魔         |
| 45   | 4月8日        | 流星ミサイル           |
| 46   | 4月15日       | 謎のミイラ             |
| 47   | 4月22日       | あばれオルガン         |
| 48   | 4月29日       | 10時10分に気を付けろ   |
| 49   | 5月6日        | 鳥人ギャング団         |
| 50   | 5月13日       | 地球への抜け道         |
| 51   | 5月20日       | アジャババの孫たち     |
| 52   | 5月27日       | 遠いふるさとの星       |

## 放送局
- フジテレビ：木曜 19:00 - 19:30（第31話まで） → 金曜 19:00 - 19:30（第32話から）
- 札幌テレビ：木曜 19:00 - 19:30（第31話まで） → 金曜 19:00 - 19:30（第32話から）※フジテレビ同時[1]
- 青森放送：水曜 19:00 - 19:30（1965年9月時点） → 金曜 19:00 - 19:30（1966年1月から）[2]
- 岩手放送：土曜 18:00 - 18:30[3]
- 秋田放送：月曜 18:15 - 18:45（1965年9月時点） → 金曜19:00 - 19:30（1966年1月から）[4]
- 山形放送：金曜 19:00 - 19:30（1966年1月から）[5]
- 仙台放送：木曜 19:00 - 19:30（第31話まで） → 金曜 19:00 - 19:30（第32話から）[6]
- 福島テレビ：水曜 18:15 - 18:45[7]
- 新潟放送：金曜 18:00 - 18:30[8]
- 北日本放送：水曜 19:00 - 19:30（1965年9月時点）[9] → 金曜 19:00 - 19:30（1966年時点）[10]
- 北陸放送：金曜 19:00 - 19:30（1966年時点）[10]
- 福井放送：金曜 19:00 - 19:30（1966年時点）[10]
- 関西テレビ：木曜 19:00 - 19:30（第31話まで） → 金曜 19:00 - 19:30（第32話から）※フジテレビ同時[11]
- 広島テレビ：木曜 19:00 - 19:30（第31話まで） → 金曜 19:00 - 19:30（第32話から）※フジテレビ同時[11]
- 日本海テレビ：土曜 18:15 - 18:45（10月2日の第1話から12月25日の第13話まで） → 金曜 19:00 - 19:30（第32話から）※第32話以降フジテレビ同時、第14話 - 第31話の放送状況は不明[11]
- 山陰放送：土曜 18:00 - 18:30（10月2日の第1話から12月25日の第13話まで） → 金曜 19:00 - 19:30（第32話から）※第32話以降フジテレビ同時、第14話 - 第31話までの放送状況は不明[12]
- 山口放送：木曜 18:15 - 18:45（6月10日の第1話から12月30日の第30話まで） → 金曜 19:00 - 19:30（第32話から）※第32話以降フジテレビ同時、第31話の放送状況は不明[12]
- 西日本放送：木曜 19:00 - 19:30（第31話まで） → 金曜 19:00 - 19:30（第32話から）※フジテレビ同時[11]
- 南海放送：月曜 18:15 - 18:45（6月14日の第1話から12月27日の第29話まで） → 金曜 19:00 - 19:30（第32話から）※第32話以降フジテレビ同時、第30話・第31話の放送状況は不明[12]
- 四国放送：月曜 18:15 - 18:45（1965年10月時点[13]）

## キャラクター商品
- スポンサーの江崎グリコからは、玩具付きキャラメル「グリコ」のバリエーション商品「パピイグリコ」が発売された。これには、パピイ（地球人モードも含む）を始めとするキャラクター人形がおまけに付いていた。これと並行して、ヒロインのリコを使った女の子向け「リコちゃんグリコ」も発売された。
- 後に「パピイガム」が発売。こちらの方には立体ピクチャー「ステレオスコープ」が封入されていた。さらに当たりくじを送ると、メタライザー型の「パピイペンダント」（後ろにガムケース付き）や、「ステレオスコープ」付き定期入れが貰えた。
- またキャラクター商品ではないが、放送期間中はグリコの主力商品・ビスコの箱の裏にパピイが描かれていた。

## 制作
放送前に、東京都内在住の少年少女1万人にアンケートを取り、それをもとにキャラクターや設定などを決定した。エイケンは、後にTBSのアニメ『冒険ガボテン島』制作の際にもアイデアを一般募集した。
原作者としてクレジットされている「吉倉正一郎」は、本作のライターを務めていた日影丈吉、大倉正兎、山村正夫、加納一朗、双葉十三郎それぞれの名前を一文字ずつ取って合成した共同ペンネーム（擬人名称）である。これは日本のテレビアニメにおいて、作家集団による擬人名称を「原作者」としてクレジットした最初のものとされている。

## DVD化
本作の放送後から約50年後の2016年7月29日、「思い出のアニメライブラリー」の一つとして、HDリマスターを施したDVD版が発売された。

## 反響
アニメ!アニメ!のDVD版の記事によると本作は国内初の「等身大変身少年ヒーローアニメ」として、当時の子供たちから支持を得たとされている。また主人公パピィの決め台詞である「ピィー、パピイ！」は子どもたちの間で流行したともされている。

## フィルムの保全状況
1990年代前半までは本作のオープニングフィルムが見当たらず、東映ビデオの『エイケンTVアニメ主題歌大全集』（LD・DVD）では、冒頭の「グリココール」は『鉄人28号』の同シーン（摩天楼とサーチライト。『パピイ』版はクリフトンの都市）を流用し、オープニングは本編を再編集して作った。後に本来のオープニングフィルムが見つかったため、全話を収録したDVDシリーズではそちらが使われている。また、ホームドラマチャンネルでの再放送の際にも本来のオープニングフィルムが使われているが、こちらは「グリココール」はカットされていた。